# Pseudomythodes
Pseudomythodes is een kevergeslacht uit de familie van de boktorren (Cerambycidae). De wetenschappelijke naam van het geslacht werd voor het eerst geldig gepubliceerd in 1922 door Pic.

## Soorten
Pseudomythodes is monotypisch en omvat slechts de volgende soort:
- Pseudomythodes rufipes Pic, 1922